# 石川啓人
石川 啓人（いしかわ ひろと、1998年7月16日 - ）は、福岡県出身の元サッカー選手。現役時代のポジションはミッドフィールダー、ディフェンダー。

## 来歴

### プロ入り前
サガン鳥栖の下部組織出身で、2016年に2種登録選手として登録された。2014年に行われたAFC U-16選手権にも出場したが、準々決勝で韓国に敗れてワールドカップにはでられなかった。2016年10月1日、ベガルタ仙台戦では2種登録選手ながら途中出場してプロデビューを飾った。2016年9月、トップ昇格することが発表された。

### サガン鳥栖
2017年よりU-18からサガン鳥栖に昇格。10月29日、第31節のアルビレックス新潟戦でプロ入り初先発をした。

### ロアッソ熊本
2020年シーズンはロアッソ熊本へ期限付き移籍した。当初は攻撃的MFとしては厳しい評価だったが、4-1-2-3への戦術変更に伴い左サイドバックにコンバートされると、シーズンを通して主力として活躍した。守備面での不慣れさを狙われるシーンが多かったが右足からの高い精度のクロスを武器に攻撃の欠かせないカードとして活躍した。

### レノファ山口FC
2021年、レノファ山口FCへ完全移籍。移籍初年度はサイドバックとしてリーグ戦40試合に出場したが、怪我の影響もあって徐々に出場機会を減らした。
2024年シーズンをもってプロ選手としての現役引退を発表。社会人として勤務する傍ら、佐賀県社会人サッカーリーグのFC TOSUに加入した。

## 所属クラブ
- サガン鳥栖U-12
- サガン鳥栖U-15
- サガン鳥栖U-18（佐賀清和高校[6]）
  - 2016年 サガン鳥栖（2種登録選手）
- 2017年 - 2020年  サガン鳥栖
  - 2020年  ロアッソ熊本（期限付き移籍）
- 2021年 -  レノファ山口FC

## 個人成績
| 国内大会個人成績 | 国内大会個人成績 | 国内大会個人成績 | 国内大会個人成績 | 国内大会個人成績 | 国内大会個人成績 | 国内大会個人成績 | 国内大会個人成績 | 国内大会個人成績 | 国内大会個人成績 | 国内大会個人成績 | 国内大会個人成績 |
| 年度             | クラブ           | 背番号           | リーグ           | リーグ戦         | リーグ戦         | リーグ杯         | リーグ杯         | オープン杯       | オープン杯       | 期間通算         | 期間通算         |
| 年度             | クラブ           | 背番号           | リーグ           | 出場             | 得点             | 出場             | 得点             | 出場             | 得点             | 出場             | 得点             |
| 日本             | 日本             | 日本             | 日本             | リーグ戦         | リーグ戦         | リーグ杯         | リーグ杯         | 天皇杯           | 天皇杯           | 期間通算         | 期間通算         |
| ---------------- | ---------------- | ---------------- | ---------------- | ---------------- | ---------------- | ---------------- | ---------------- | ---------------- | ---------------- | ---------------- | ---------------- |
| 2016             | 鳥栖             | 40               | J1               | 2                | 0                | 0                | 0                | 0                | 0                | 2                | 0                |
| 2017             | 鳥栖             | 28               | J1               | 1                | 0                | 4                | 0                | 0                | 0                | 5                | 0                |
| 2018             | 鳥栖             | 28               | J1               | 0                | 0                | 4                | 1                | 0                | 0                | 4                | 1                |
| 2019             | 鳥栖             | 28               | J1               | 0                | 0                | 0                | 0                | 0                | 0                | 0                | 0                |
| 2020             | 熊本             | 17               | J3               | 34               | 1                | -                | -                | -                | -                | 34               | 1                |
| 2021             | 山口             | 44               | J2               | 40               | 1                | -                | -                | 1                | 0                | 41               | 1                |
| 2022             | 山口             | 7                | J2               | 14               | 1                | -                | -                | 2                | 0                | 16               | 1                |
| 2023             | 山口             | 7                | J2               | 8                | 0                | -                | -                | 1                | 0                | 9                | 0                |
| 2024             | 山口             | 17               | J2               | 3                | 0                | 1                | 0                | 4                | 0                | 8                | 0                |
| 通算             | 日本             | 日本             | J1               | 3                | 0                | 8                | 1                | 0                | 0                | 11               | 1                |
| 通算             | 日本             | 日本             | J2               | 65               | 2                | 1                | 0                | 8                | 0                | 74               | 2                |
| 通算             | 日本             | 日本             | J3               | 34               | 1                | -                | -                | 0                | 0                | 34               | 1                |
| 総通算           | 総通算           | 総通算           | 総通算           | 102              | 3                | 9                | 1                | 8                | 0                | 119              | 4                |

- 2016年は2種登録選手

## 代表歴
- U-15日本代表
  - AFC U-16選手権予選（2013年）
- U-16日本代表
  - 豊田国際ユースサッカー大会（2013年）
  - AFC U-16選手権（2014年）